# Trans-Ili Alataou
Les monts Trans-Ili ou Trans-Ili Alataou (en kazakh : Іле Алатауы, en russe : Заилийский Алатау, Zailiysky Alataou ; « Alataou » signifie « monts colorés ») sont une chaîne montagneuse du Kazakhstan passant à 20 km au sud d'Almaty, ancienne capitale du Kazakhstan.
C'est la partie la plus septentrionale de la chaîne des « montagnes célestes » Tian Shan. Elle s'étend sur 400 km d'est en ouest entre le Kazakhstan et le Kirghizistan. Son point culminant est le pic Talgar à 4 973 m d'altitude.
Le nom de cette chaîne montagneuse vient de la rivière Ili dont la dépression entoure la chaîne vers le nord.

## Géographie

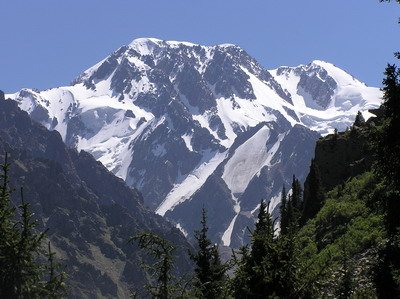
Vue du pic Talgar.

Les Trans-Ili sont composées de deux chaînes traversées par la rivière Ili : l'Alataou Zaailiski (la chaîne au nord de la rivière Ili) et l'Alataou Kungei (les sommets enneigés côté sud). L'Alataou Zaailiski appartient presque entièrement au Kazakhstan et s'étend sur 220 km de long et 40 km de large. Le versant septentrional est en pente douce et domine Almaty. Le versant méridional est plus abrupt et longe la rive gauche de l'Ili.
Le Kungei Alataou est la chaîne la plus au sud et se trouve presque entièrement au Kirghizistan. Elle domine le lac Yssyk Koul et les fleuves Čilik et Cheon-Kemin (affluent droit du fleuve Chu).
Le pic Talgar est situé quasiment au point de jonction des deux chaînes, là où se trouvent les plus grands glaciers.

## Faune et flore
En 1971, sur les pentes de l'Alataou Zaailiski, a été découvert une variété unique d'Ase fétide (Ferula assa-foetida).
On trouve également sur les versants kazakhs de nombreux pommiers sauvages (Malus sieversii).